# Zärtlichkeiten mit Freunden

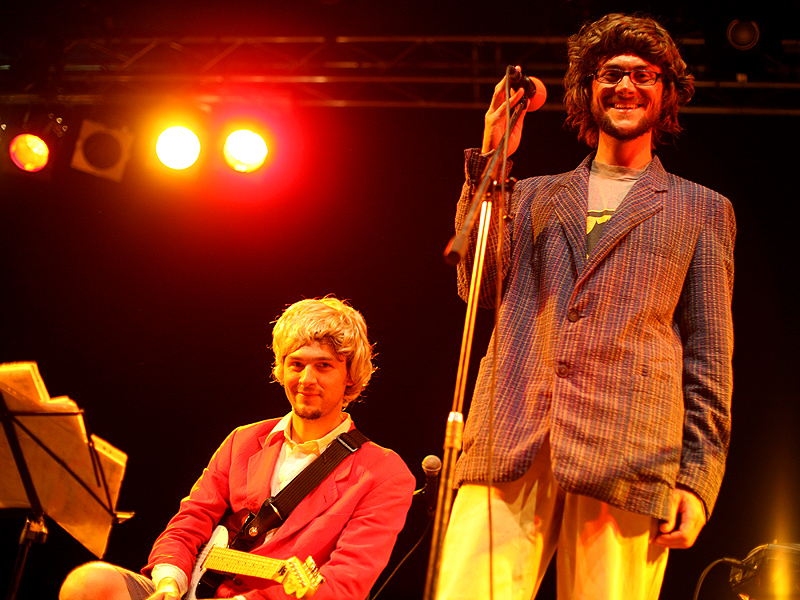
Zärtlichkeiten mit Freunden 2009

Zärtlichkeiten mit Freunden ist ein Musik-Kabarett-Duo aus Riesa in Sachsen.
Mitglieder der „Band“ sind Christoph Walther (* 1978) alias Cordula Zwischenfisch oder Rico Rohs (Schlagzeug) und Stefan Schramm (* 1979) alias Ines Fleiwa (Gitarre). Zärtlichkeiten mit Freunden nennen ihr Genre „Musik-Kasperett“, was ein Kofferwort aus Kasper und Kabarett ist. Inhaltlich sind sie zwischen Kabarett und Comedy anzusiedeln.
Die beiden haben den Podcast Zärtlichkeiten im Ohr in So geht Sächsisch.

## Geschichte
Der Bandname entstand 1999 nach dem ersten Auftritt von Walther und Schramm bei einer Schiffstaufe der Marinekameradschaft Riesa. Besagter Auftritt wurde auf dem lokalen Fernsehsender Riesa TV ausgestrahlt. Der Beitrag wurde durch Werbung immer wieder unterbrochen, so auch durch einen Werbefilm für die CD-Sammlung „Schlagerzärtlichkeiten“. Durch diesen angetan adaptierte man den Namen und kreierte daraus „Zärtlichkeiten mit Freunden“.
Während der ersten Auftritte gingen beide noch ihrem Studium nach: Christoph Walther studierte Sprechwissenschaft an der Universität Halle und Stefan Schramm Elektrotechnik an der TU Dresden.
Bei einem Auftritt in einem Cottbuser Studentenclub wurde der Kurator des Cottbuser Studenten-Kabarett-Festival auf die beiden aufmerksam und buchte sie. Da die Resonanz auf dem Festival überaus positiv war, entschieden sich Walther und Schramm, die Band professionell zu betreiben.

## Bühnenprogramme
- 1999: Mitten ins Herts
- 2005: Dreckiges Tanzen – (mit der Formation Annamateur und Außensaiter, Dresden, und Musiker Jan Heinke)
- 2007: Einführungsveranstaltung Heavy Metal
- 2008: Weihnachtsspezial, später umbenannt in Weihnachtsfeier
- 2010: Das Letzte aus den besten 6 Jahren
- 2013: Rico Rohs & Das Ines Fleiwa Quartett
- 2015: Die schönsten Momente – eine Art Best Of
- 2022: Alles muss, nichts kann

## TV / Medien
- 2006 Ottis Schlachthof (Bayerischer Rundfunk), TV total (Pro7), Prix Pantheon (WDR)
- 2007 Stuttgarter Besen (SWR), Fritz und Hermann (WDR), Neues aus der Anstalt (ZDF)
- 2009 Ottis Schlachthof (Bayerischer Rundfunk), Jürgen von der Lippes Comedypaten (MDR Fernsehen)
- 2010 Müller and Friends (SWR), Fun Club (RTL II)
- 2012 Ein Kutter Buntes (Rbb), Alles Gute zum Muttertag (MDR Fernsehen)
- 2013 Pufpaffs Happy Hour (3sat)
- 2015 Comedy mit Karsten (MDR Fernsehen)
- 2016 Comedy mit Karsten (MDR Fernsehen)
- 2019 Olafs Klub (MDR Fernsehen), Die Anstalt (ZDF)
- 2021 Olafs Klub (MDR Fernsehen)
- 2022 Olafs Klub (MDR Fernsehen)
- seit 2013: eigene TV-Sendung Zärtlichkeiten im Bus im MDR Fernsehen, 23:35 Uhr
  - Staffel 1 (2013): 15. Mai mit Laing, 19. Juni mit Bosse, 26. Juni mit Leslie Clio, 3. Juli mit Christina Stürmer
  - Staffel 2 (2014): 16. Juli mit Andreas Bourani, 23. Juli mit Anna F., 30. Juli mit Maria Simon, 6. August mit Larsito
  - Staffel 3 (2015): 2. Sept. mit Christian Friedel, 9. Sept. mit Thomas Rühmann, 16. Sept. mit Michael Patrick Kelly, 23. Sept. mit Max Mutzke
  - Staffel 4 (2016): 5. Okt. mit Samy Deluxe, 12. Okt. mit Cäthe, 19. Okt. mit Enno Bunger, 26. Okt. mit Laith al Deen
  - Staffel 5 (2017): 30. Aug. mit Michael Robert Rhein, 6. Sep. mit Elif, 13. Sep. mit Yvonne Catterfeld, 20. Sep. mit Milliarden
  - Staffel 6 (2018): 7. Nov. mit Sarah Lesch, 14. Nov. mit Álvaro Soler, 21. Nov. mit Erdmöbel, 28. Nov. mit Hartmut Engler
  - Staffel 7 (2019): 2. Okt. mit Alice Francis, 16. Okt. mit Flo Mega, 23. Okt. mit Wincent Weiss
  - Staffel 8 (2020): 2. Dez. Best Of 1 mit Frank Smilgies, 9. Dez. Best Of 2 Frank Smilgies
- Seit 2022 Podcast Zärtlichkeiten im Ohr[3]
  - Staffel 1 (2022): 6 Episoden mit Christian Friedel, Volker Zack und Olaf Schubert
  - Staffel 2 (2023): 13 Episoden mit Ätna, Björn Köhler, Sven Hjörleifsson und Ulrike Almut Sandig, Steffen Lukas, Fräulein Kerstin, Madleńka Šołćic

## Auszeichnungen

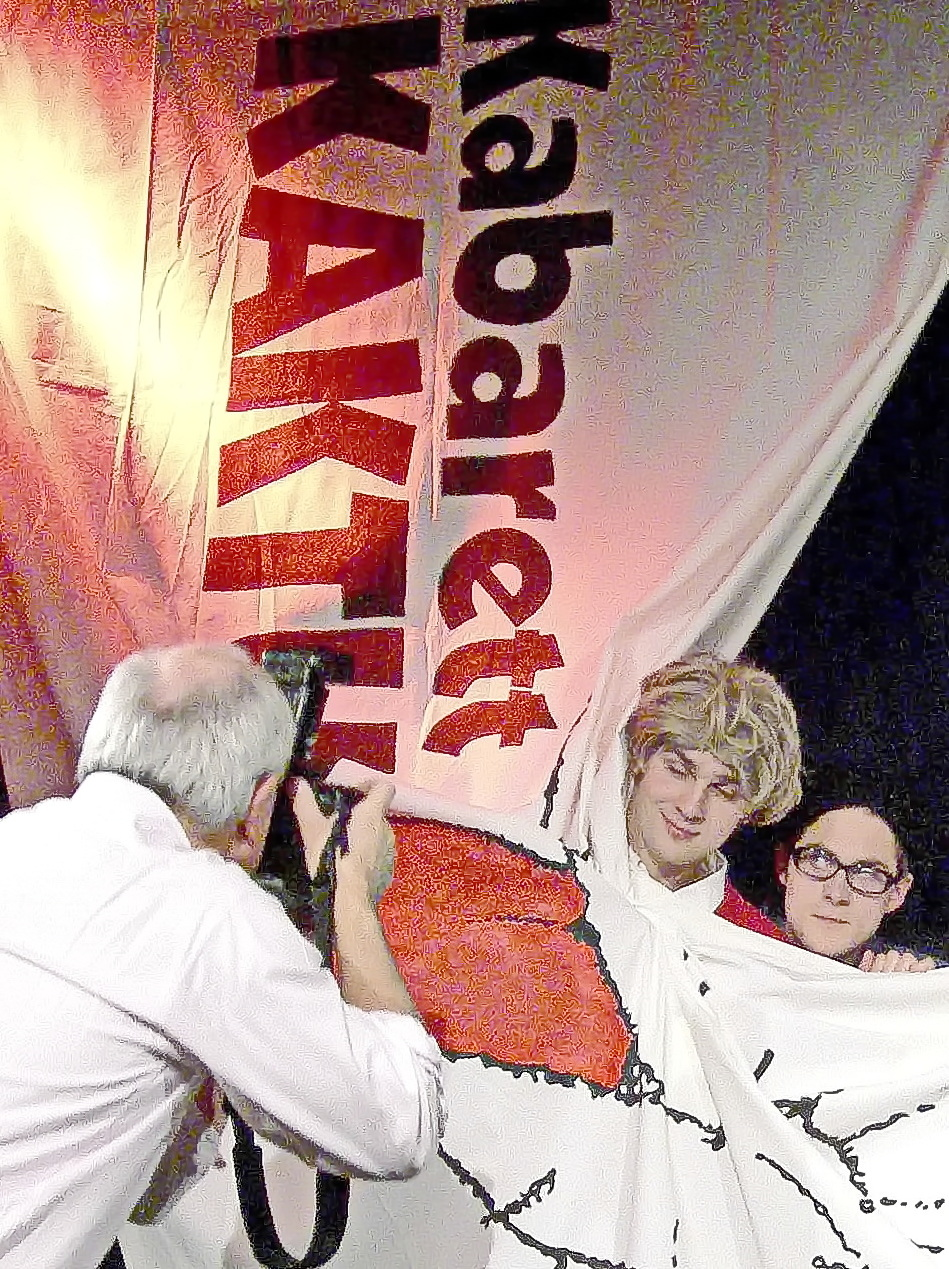
Zärtlichkeiten mit Freunden, Kabarett Kaktus 2005

- 2003: Goldenes Ei (Cottbuser Kabarettfestival)
- 2005: 1. Platz Kabarett Kaktus
- 2006: 1. Platz und Publikumspreis Hamburger Comedy Pokal; Silberner Rostocker Koggenzieher; Oelsnitzer Barhocker; silberner Hallertauer Kleinkunstpreis (Unterpindhart); Cabinet-Preis (Ostdeutscher Kleinkunstpreis); Goldenes Tüdelband (Hamburg); Swiss Comedy Award (Luzern); Goldener Kleinkunstnagel (Wien); Passauer Scharfrichterbeil; Jugend kulturell Förderpreis (2. Preis & Publikumspreis), AZ-Stern der Woche der Münchner Abendzeitung
- 2007: Die Krönung (Winterthur); bronzener Schwelmer Kleinkunstpreis; Stuttgarter Besen; Prix Pantheon, Jurypreis zusammen mit Ohne Rolf, Bonn
- 2008: Riesaer Riese, Riesa;
- 2012: Sonderpreis Tuttlinger Krähe
- 2013: Deutscher Kabarettmeister der Kabarettbundesliga 2012/2013
- 2014: Sonderpreis des Deutschen Kabarett-Preises
- 2017: Grimme-Preis Nominierung für die Sendung Zärtlichkeiten im Bus
- 2024: Sieger Bundesvision Comedy Contest auf Pro7
- 2025: Deutscher Kleinkunstpreis (Sparte Kleinkunst)[4]